# Didelphis
Didelphis là một chi động vật có vú trong họ Didelphidae, bộ Didelphimorphia. Chi này được Linnaeus miêu tả năm 1758. Loài điển hình của chi này là Didelphis marsupialis Linnaeus, 1758, by subsequent selection (Thomas, 1888).

## Hình ảnh

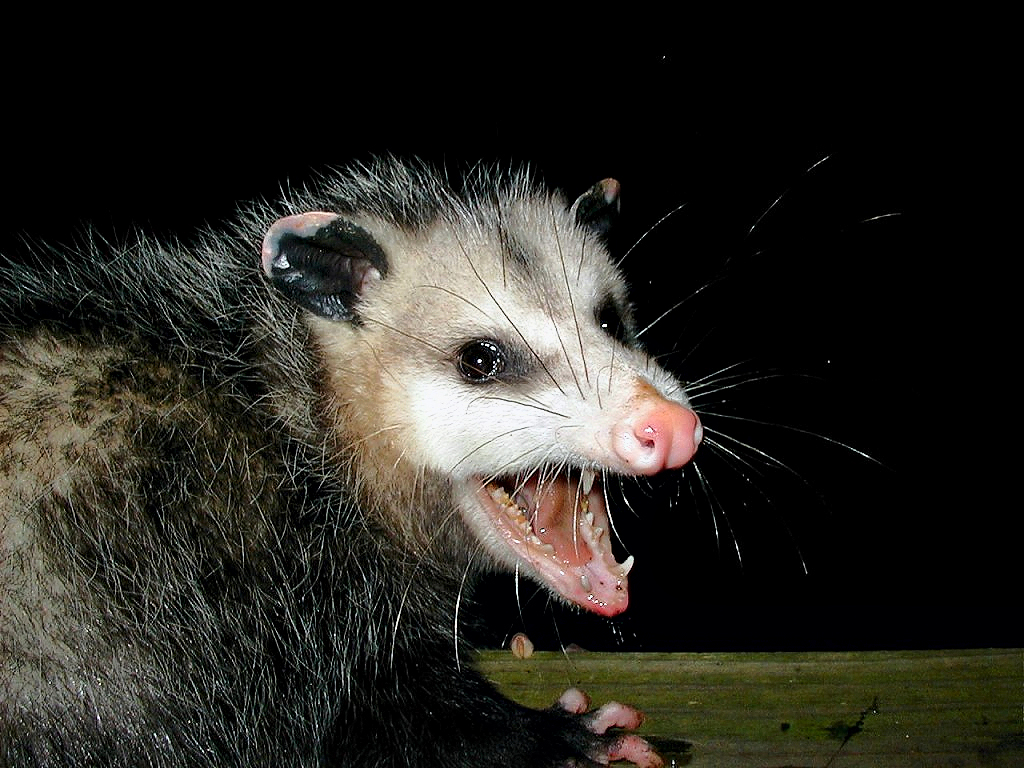
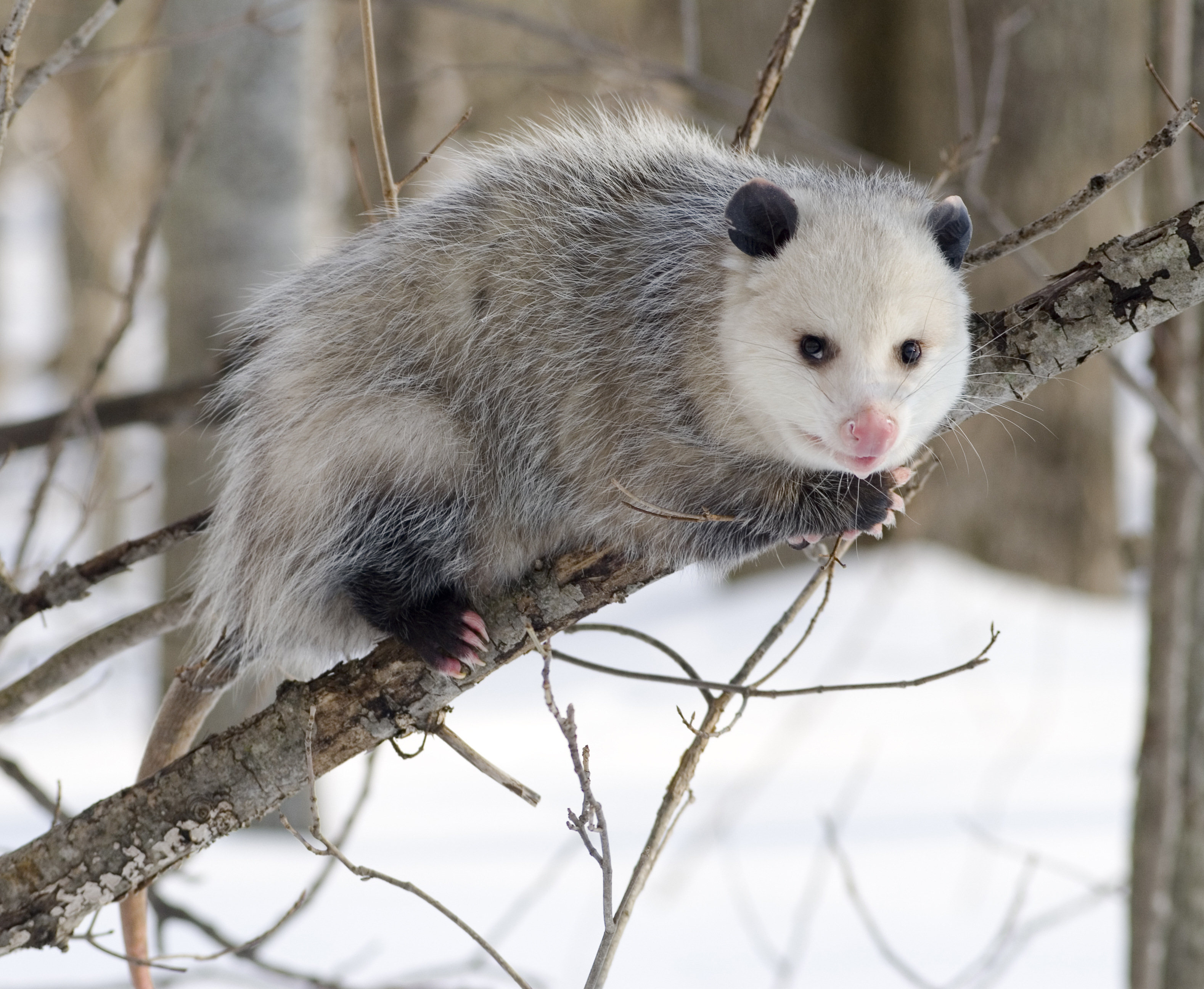
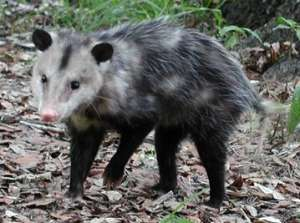
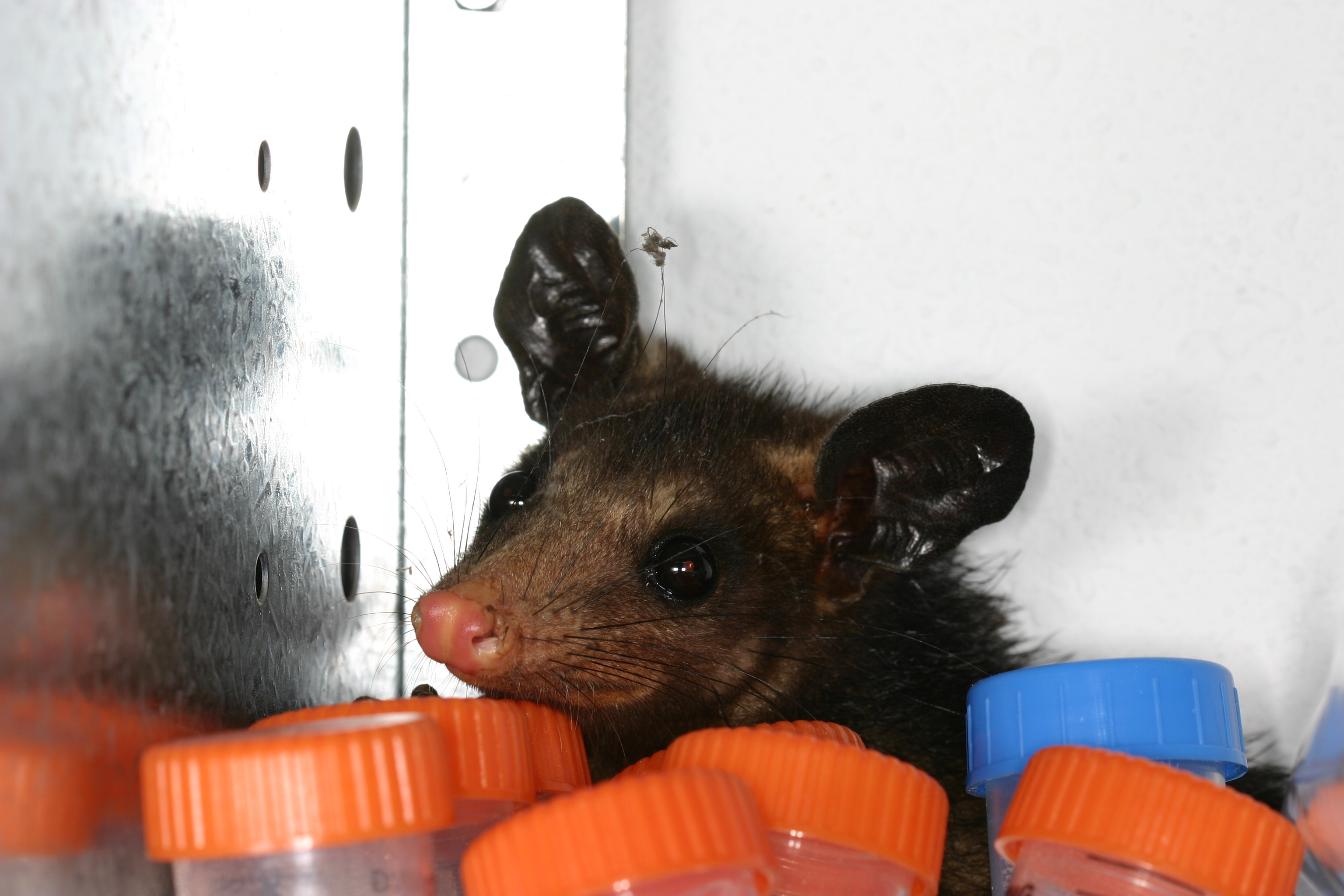

## Các loài
Chi này gồm các loài:
- Didelphis albiventris Lund, 1840 photo Lưu trữ ngày 15 tháng 4 năm 2005 tại Wayback Machine
- Didelphis aurita Wied-Neuwied, 1826
- Didelphis imperfecta
- Didelphis marsupialis Linnaeus, 1758
- Didelphis pernigra
- Didelphis virginiana Kerr, 1792